# Trealaw
 (mars 2024).
Trealaw  est un village et une communauté du borough de comté de Rhondda Cynon Taf, au pays de Galles.

## Géographie
Trealaw est situé dans la vallée de la Rhondda Fawr, juste en face de la ville de Tonypandy.

## Démographie
Au recensement de 2011, la communauté de Trealaw comptait 4 040 habitants.